# Gory Omar
Elena G. Vattuone de Vergiati más conocida como Gory Omar (Guaminí, Buenos Aires, Argentina; 1900 - Ib; 24 de mayo de 1967) fue una cancionista de tangos argentina.

## Carrera
Nació en la ciudad de Guaminí, al oeste de la provincia de Buenos Aires, zona agrícola y ganadera de grandes estancias. Su padre fue Don Marcos Vattuone un capataz de la estancia La Atrevida. Heredó el oficio de cantante de su propio padre, que era guitarrero. Tuvo muchos hermanos, pero solo dos mujeres siguieron sus pasos: Nelly y Nélida. Su padre era un gran amigo de Carlos Gardel
Gory Omar se hizo famosa durante la década del '30 junto a su hermana la popular cantante de tango y folclore Nelly Omar, con quien formó una atrayente dupla. Ambas hicieron actuaciones por en Radio Stentor, lugar adonde fue una joven llamada Susana Gricel Viganó, a quien ellas le presentaron a un joven y engominado locutor: José María Contursi; sin sospechar que comenzaba a elaborarse uno de los tangos más sentidos y románticos que llevarían el nombre de la joven. Junto a Nelly fueron una de las primeras hermanas en formar dúos en el género tanguero, otras fueron Margot Mores y Myrna Mores, Ethel Torres y Meggi Torres, y Violeta Desmond y  Lidia Desmond.
En 1935 se separa artísticamente de Nelly Omar y forma dupla con su otra hermana Nilda. 
En 1966 graba con la orquesta de Enrique Delfino y en colaboración con Centeya varios temas que quedan guardadose en el álbum Delfino por Delfino.
Se casó con el poeta ítalo-argentino Julián Centeya (1910-1974) con quien tuvo hijos.
Falleció inesperadamente en 1967. Sus restos fueron velados en la calle Acevedo 1120 de la Capital Federal y posteriormente sepultados en el Cementerio de la Chacarita.

## Temas interpretados
- Lucesitas de mi pueblo
- No le digas que la quiero